# Halcyon
Pour les articles homonymes, voir Halcyon (homonymie).
Genre
Le genre Halcyon regroupe des espèces d'oiseaux connues sous le nom de martins-chasseurs et appartenant à la famille des Alcedinidae.

## Liste des espèces
D'après la classification de référence (version 14.2, 2024) du Congrès ornithologique international (ordre phylogénique) :
- Halcyon coromanda – Martin-chasseur violet
- Halcyon smyrnensis – Martin-chasseur de Smyrne
- Halcyon gularis – Martin-chasseur à poitrine brune
- Halcyon cyanoventris – Martin-chasseur de Java
- Halcyon badia – Martin-chasseur marron
- Halcyon pileata – Martin-chasseur à coiffe noire
- Halcyon leucocephala – Martin-chasseur à tête grise
- Halcyon albiventris – Martin-chasseur à tête brune
- Halcyon chelicuti – Martin-chasseur strié
- Halcyon malimbica – Martin-chasseur à poitrine bleue
- Halcyon senegalensis – Martin-chasseur du Sénégal
- Halcyon senegaloides – Martin-chasseur des mangroves